# Vnější kostra

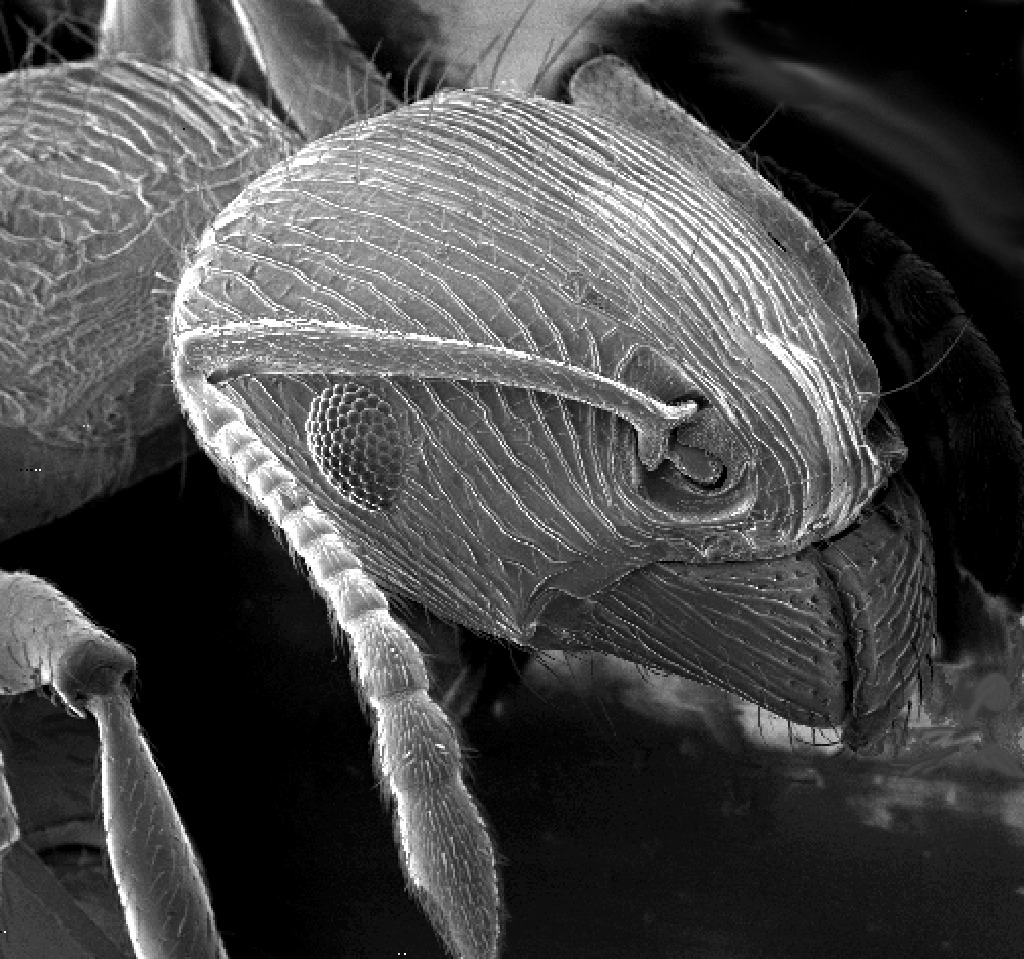
Hlava mravence

Exoskelet neboli vnější kostra je v biologii označení pro kostru, která se nachází zvnějšku organizmu a poskytuje mu tak stabilní oporu a ochranu. Na rozdíl od strunatců, kteří mají vnitřní kostru, má většina členovců (především hmyz, klepítkatci, korýši) a jiných zvířat vnější kostru. Základem vnější kostry je zpravidla chitin, arthropodin, uhličitan vápenatý nebo různé fosforečnany.
Jisté části uvnitř živočichů, ústní a anální, vykazují stejné vlastnosti (velice zjednodušeno) a tak vývojem prochází stejným procesem tuhnutí, nikoli schnutím vlivem vzdušné vlhkosti a nikoli chemickou reakcí.